# Phalera alticola
Phalera alticola är en fjärilsart som beskrevs av Clayton Dissinger Mell 1931. Phalera alticola ingår i släktet Phalera och familjen tandspinnare. Inga underarter finns listade i Catalogue of Life.